# Hyposmocoma chloraula
Hyposmocoma chloraula là một loài bướm đêm thuộc họ Cosmopterigidae. Nó là loài đặc hữu của Kauai. Loài địa phương ở Summit Camp.
Ấu trùng ăn Astelia species. They bore in dead stems of their host.